# Mesochria sylvatica
Mesochria sylvatica är en tvåvingeart som beskrevs av Elisabeth K. Stuckenberg 1961. Mesochria sylvatica ingår i släktet Mesochria och familjen fönstermyggor.
Artens utbredningsområde är Madagaskar. Inga underarter finns listade i Catalogue of Life.